# Траян Попович
Траян Попович (рум. Traian Popovici;  17 жовтня 1892 — 4 червня 1946) — румунський адвокат і мер міста Чернівці під час Другої світової війни. Відомий тим, що врятував близько 20000 євреїв Буковини від депортації.

## Біографія
Попович народився в невеликому селищі, розташованому в австро-угорській частині Буковини. Його дід був відомим священиком, в 1777 році відмовився приносити присягу Австрійської імперії.
У 1908 році гімназіст Траян Попович незаконно перетнув кордон з Румунією заради того, щоб послухати виступ видатного румунського громадського і культурного діяча Ніколае Йорга в румунському містечку неподалік. Закінчивши гімназію в 1911 році, Попович поступив на факультет права Чернівецького університету. З початком Першої світової війни він вступив до румунської армії, в якій і служив до кінця війни. У повоєнний час Попович працював в Чернівцях адвокатом.
Під час Другої світової війни  від уряду Румунії( на чолі із Міхаєм Антонеску), який у перші дні агресії Німеччини та союзників проти СРСР формував штат чиновників для повернення на Буковину, Поповичу, як представнику впливової буковинської родини, надійшла пропозиція працювати у мерії Чернівці, Попович отримав посаду заступника мера. Пізніше, за збігом обставин, 1 серпня 1941 року Попович отримав посаду мера Чернівці. Незабаром після призначення мером йому було наказано створити в Чернівцях гетто для євреїв, однак Попович не був згоден з тим, що частина населення міста повинна бути поміщена за колючий дріт. Після довгих дебатів губернатор регіону прийняв його точку зору. За симпатії до євреїв Поповича політичні противники прозвали «jidovitul» («перетворений в єврея»).
У 1941 році новий губернатор оголосив про своє рішення, згідно з яким всі євреї Чернівців мали бути депортовані в Трансністрію. Після бесіди з губернатором останній дозволив Поповичу відокремити 200 євреїв, які могли б залишитися в Чернівцях. Залишившись незадоволеним такою скромною поступкою, Попович пішов на прийом до Антонеску, де наполягав на тому, що єврейське населення відіграє дуже важливу роль в господарському житті Чернівців. В результаті він отримав від Антонеску дозвіл розширити список, в остаточний варіант якого було включено вже 20000 євреїв, які таким чином уникли депортації.
У першому післявоєнному 1945 р. році опублікував мемуари, де докладно розповів про трагедію Голокосту на території Румунії. У наступному році помер від хвороби.
В Ізраїлі в меморіальному комплексі Яд ва-Шем Попович включений в список Праведників Світу, які, самі не будучи євреями, рятували євреїв від Голокосту.